# Купрейчик Ірина Валеріївна
Ірина Валеріївна Купрейчик (нар. 12 червня 1971, м. Чернігів, Українська РСР, СРСР) — український політик. Народний депутат України VII скликання. Була членом партії Всеукраїнське об'єднання «Батьківщина», входила до Політради./ Тимчасовий виконувач обов'язків голови Сумської обласної державної адміністрації (з 25 червня 2019 по 11 березня 2020 року).

## Освіта
У 1993 році закінчила факультет комп'ютерної інженерії та управління Харківського національного університету радіоелектроніки.
Кандидат технічних наук. Дисертація «Структурно-функціональний аналіз і синтез перетворювачів дискретної інформації для передпроцесорної обробки» (Харківський національний університет радіоелектроніки, 2005).

## Трудова діяльність
Листопад 2010 — грудень 2012 — депутат Сумської обласної ради від партії «Фронт Змін», № 2 в списку. Член комісії з питань агропромислового комплексу та соціального розвитку села.
Була директором ТОВ «Нива-Агротех», компанії, що займається вирощуванням зернових та технічних культур.
З 12 грудня 2012 до 27 листопада 2014 — народний депутат України 7-го скликання від партії Всеукраїнське об'єднання «Батьківщина» від одномандатного округу № 162, набравши 34.55 % голосів. Голова підкомітету з питань кримінального процесуального законодавства Комітету Верховної Ради з питань верховенства права та правосуддя, член Лічильної комісії.
З 11 березня 2015 року — заступник голови Сумської обласної державної адміністрації.
З 25 червня 2019 по 11 березня 2020 року — тимчасовий виконувач обов'язків голови Сумської обласної державної адміністрації.
З 4 грудня 2020 року — депутат Сумської міської ради від партії «Сила і Честь» 

## Родина
Дочка Карина, син Павло.